# Тахмазов, Паша Гурбан оглы
Паша Гурбан оглы Тахмазов (азерб. Paşa Qurban oğlu Təhməzov; 23 марта 1949, Ленкорань — 23 августа 1993) — Национальный Герой Азербайджана.

## Биография
Паша Тахмазов родился 23 марта 1949 года в городе Ленкорань Ленкоранского района Азербайджанской ССР. Учился в ленкоранской школе № 6, затем закончил профтехучилище. Работал мастером на одном из городских предприятий бытового обслуживания.
Во время событий лета 1993 года на юге Азербайджана, когда группа сепаратистов во главе с Аликрамом Гумбатовым подняла антигосударственный мятеж, Тахмазов был в рядах тех, кто активно противодействовал сепаратистским силам.
Погиб 23 августа 1993 года. Был женат, имел трёх детей.

## Память
Указом Президента Азербайджанской Республики № 740 от 24 августа 1993 года за отвагу и героизм, проявленные в борьбе за территориальную целостность Азербайджанской Республики, Паша Тахмазов был посмертно удостоен звания Национальный Герой Азербайджанской Республики.
Похоронен в Аллее шехидов города Ленкорани.
Имя героя присвоено одной из ленкоранских улиц. На здании, в котором он проживал, установлена памятная доска. На городской площади «23 Августа» установлен его бюст.